# Against All Odds (album de Tragedy Khadafi)
Pour les articles homonymes, voir Against All Odds.
Albums de Tragedy Khadafi
Tragedy: Saga of a Hoodlum
(1993) Still Reportin'...
(2003)
Singles
1. Blood Type
Sortie : 8 décembre 1998
2. Bing Monsters
Sortie : 7 mars 2000

Against All Odds est le troisième album studio de Tragedy Khadafi, sorti le 5 juin 2001.

## Liste des titres
| No  | Titre                                                                                           | Contient un (des) sample(s) de                                                        | Durée |
| --- | ----------------------------------------------------------------------------------------------- | ------------------------------------------------------------------------------------- | ----- |
| 1.  | Intro (The Conflict) (Produit par Prince Paul)                                                  |                                                                                       | 1:04  |
| 2.  | Against All Odds (Produit par Just Blaze)                                                       |                                                                                       | 3:56  |
| 3.  | Crime Nationalists (featuring Headrush Napoleon et Tasha Holiday – Produit par Sha Money XL)    | Niggaz 4 Life by N.W.A (1991)                                                         | 4:28  |
| 4.  | Lift Ya Glass (Produit par Ayatollah)                                                           | I Believe to My Soul de Junior Mance                                                  | 4:32  |
| 5.  | Skit 2: The Jump Off (Produit par Prince Paul)                                                  |                                                                                       | 1:06  |
| 6.  | Bing Monsters (featuring Ja Rule et Headrush Napoleon – Produit par Sha Money XL)               |                                                                                       | 4:25  |
| 7.  | Live by the Gun (Produit par Tragedy Khadafi)                                                   |                                                                                       | 3:44  |
| 8.  | They Force My Hand (featuring Cormega – Produit par Spunk Bigga)                                |                                                                                       | 4:43  |
| 9.  | Permanently Scarred (I Don't Wanna Wait) (featuring B-Minor et Joya – Produit par Spunk Bigga)  | I Don't Want to Wait de Paula Cole Caine's Theme From "Kung Fu" de Ferrante & Teicher | 5:04  |
| 10. | Sidewalk Confessions (featuring Headrush Napoleon et Killah Shah – Produit par The Hitmen)      |                                                                                       | 4:14  |
| 11. | Say Goodbye (featuring Killah Shah et Dave Bing – Produit par Sha Money XL)                     |                                                                                       | 4:08  |
| 12. | Blood Type (Produit par DJ Clue? et Duro)                                                       |                                                                                       | 3:45  |
| 13. | What Makes You Think (featuring Killah Shah et Angel Dust – Produit par P. King the Specialist) |                                                                                       | 3:56  |
| 14. | Skit 3: More Thugg More Names (Produit par Prince Paul)                                         |                                                                                       | 2:39  |
| 15. | Never Bite The Hand (featuring Milz – Produit par Spunk Bigga)                                  |                                                                                       | 4:25  |
| 16. | T.M. (Message to Killa Black) (Produit par The Hitmen)                                          | Porque Yo Te Amo de Sandro                                                            | 4:13  |
| 17. | 2-5 Radio (featuring Killah Shah et Angel Dust – Produit par Digga)                             |                                                                                       | 5:12  |
| 18. | In Memory Of (featuring Olu – Produit par Spunk Bigga)                                          |                                                                                       | 4:49  |